# Mucuna platyplekta
Mucuna platyplekta là một loài thực vật có hoa trong họ Đậu. Loài này được Quisumb. & Merr. miêu tả khoa học đầu tiên.